# Referéndum de Transnistria de 2003
El referéndum constitucional de 2003 en Transnistria tuvo lugar en la república separatista de Transnistria el 6 de abril de 2003. Se pidió a los votantes que apoyaran un cambio en la constitución del país que permitiría la propiedad privada de la tierra. La participación fue del 38,92%, por debajo del 50% requerido por la ley de Transnistria para que el referéndum sea válido. De los votantes participantes, el 52% votó a favor y el 44% en contra.

## Resultados
| Elección                            | Votos   | %     |
| ----------------------------------- | ------- | ----- |
| No                                  | 65,615  | 44    |
| Sí                                  | 77,545  | 52    |
| Votos válidos                       | 159,125 | 97.4  |
| Votos en blanco/nulos               | 4,015   | 2.6   |
| Total de votos                      | 153,140 | 100   |
| Participación requerida             |         | 50    |
| Vontantes registrados/participación | 393,432 | 38.92 |